# 双桥站 (北京地铁)

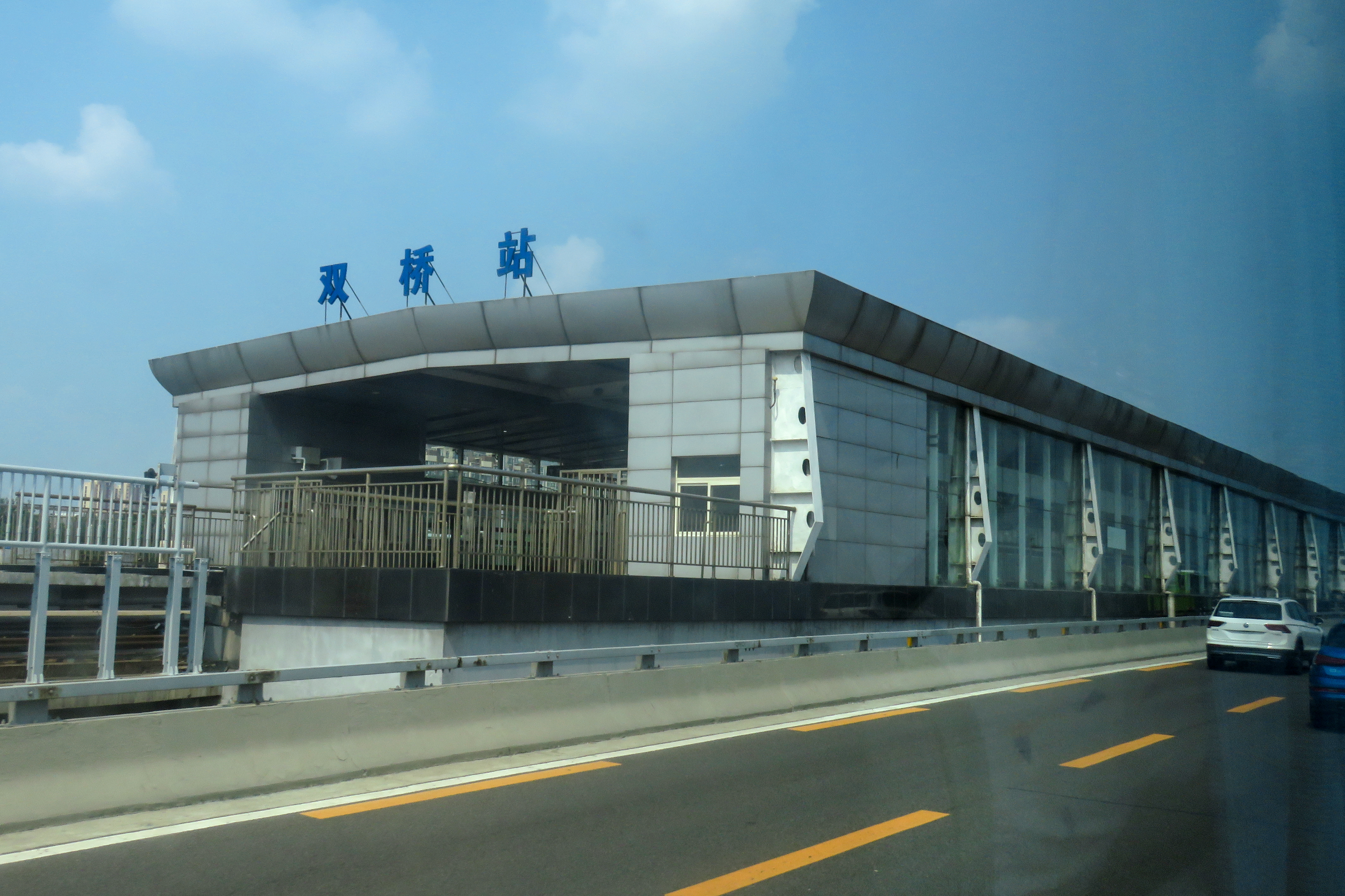
双桥站站体
（2018年7月摄）

雙橋站是一个位于中国北京市朝阳区三间房地区建国路、京通快速路、双桥路交叉口中央，属于北京地铁八通线的地铁车站，2003年12月27日随八通线启用。

## 位置
这个站位于京通快速路与双桥路交叉处的双桥立交桥处，南部为通惠河。

## 车站结构

### 车站楼层
| 地上二层 站台层 | 侧式站台，右側開门                  | 侧式站台，右側開门               |
| 地上二层 站台层 | █ 八通线往古城（1号线）（传媒大学） |                                  |
| 地上二层 站台层 | █ 八通线往环球度假区（管庄）        |                                  |
| 地上二层 站台层 | 侧式站台，右側開门                  |                                  |
| 地上一层 站厅层 | 站厅                                | 客务中心、自动售票机、进出站闸机 |

### 站厅
本站的两个站厅分别位于双桥路东西两侧，东站厅内设有自動體外心臟去顫器。

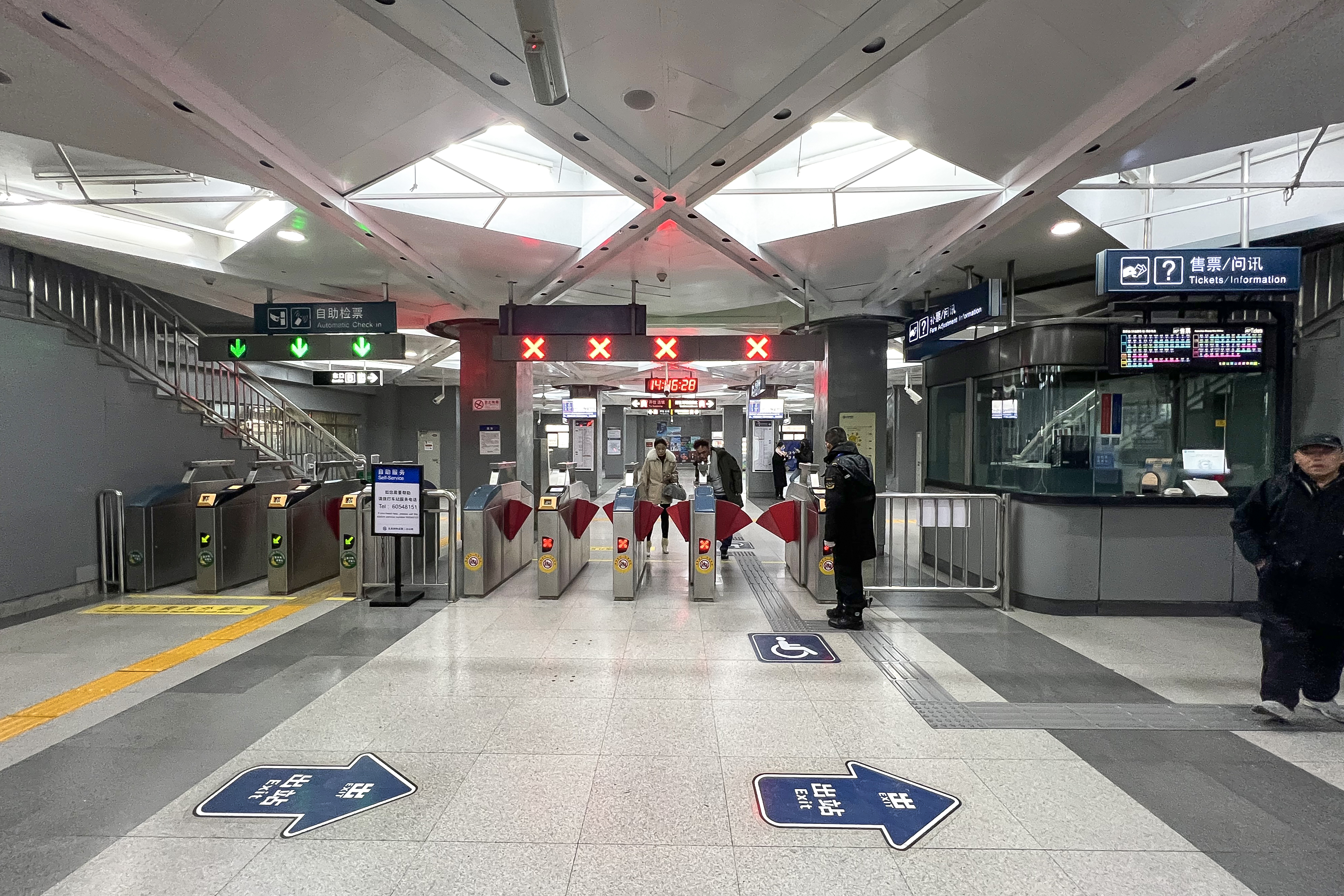
东站厅
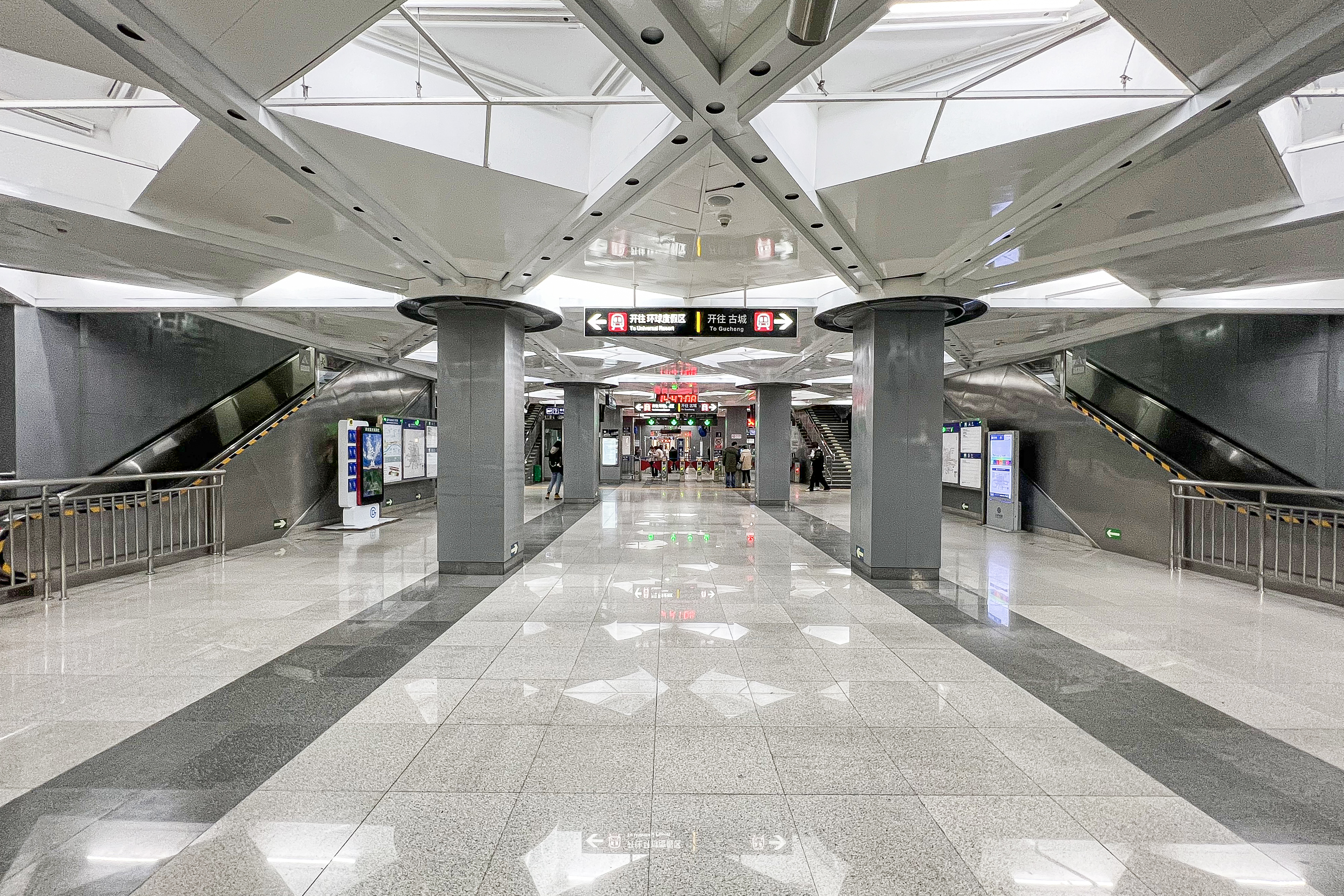
东站厅

## 出入口
这个地铁站一共有2个出口：A（西）、B（东），全部位于双桥立交桥下。
|                           |                |                              |      |            |
| 编号                      | 指示           | 建议前往的目的地             | 照片 | 无障碍设施 |
| 出口 · A · 无障碍通道标志 | 建国路、双桥路 | 双惠苑小区、北京双桥万达广场 |      |            |
| 出口 · B · 无障碍通道标志 | 建国路、双桥路 |                              |      |            |
| 註： 設有                 |                |                              |      |            |